# Інгулівка
Інгулі́вка — село в Україні, у Дар'ївській сільській громаді Херсонського району Херсонської області. Населення становить 274 осіб.

## Населення

### Мовний склад
Рідна мова населення за даними перепису 2001 року:
| Мова       | Чисельність, осіб | Доля     |
| ---------- | ----------------- | -------- |
| Українська | 263               | 95,99 %  |
| Російська  | 7                 | 2,55 %   |
| Інше       | 4                 | 1,46 %   |
| Разом      | 274               | 100,00 % |